# Penicillium atrosanguineum
Penicillium atrosanguineum är en svampart som beskrevs av B.X. Dong 1973. Penicillium atrosanguineum ingår i släktet Penicillium och familjen Trichocomaceae.   Inga underarter finns listade i Catalogue of Life.